# シカゴの軌跡
『シカゴの軌跡』 (The Chicago Transit Authority) はシカゴ出身のロックバンド、シカゴ・トランジット・オーソリティ (Chicago Transit Authority) によるエポニムのデビューアルバムである。2022年現在の正式な邦題は「シカゴI（シカゴの軌跡）」である。後に彼らは改名してシカゴとして知られることになる。1969年に録音され、発売された。
1967年のバンド結成時、彼らは最初「ビッグ・シング」と呼ばれていたが、1968年にプロデューサーのジェイムズ・ウィリアム・ガルシオが彼らと契約したとき、シカゴ・トランジット・オーソリティという名を付けた。ブラスとジャズにソウルフルなロックン・ロールの雰囲気を融合しているのが彼らのトレードマークであり、ガルシオは直感で彼らの音は成功するだろうと感じ、彼はレーベルに試す機会を与えるように働きかけた。
シカゴ・トランジット・オーソリティはコロムビア・レコードとその年の後半に契約を交わし、デビューアルバムを1月後半に録音した。ガルシオがそのすぐ前にブラッド・スウェット・アンド・ティアーズの2枚目のアルバム（非常に大きなヒットになった）をプロデュースしていた。シカゴの軌跡のセッションの終わりに、アルバムは2枚組になることが明らかになった。バンドの実績がないことに非常に懐疑的であり、コロムビアはグループが印税のカットを受け入れるという条件でのみコンセプトを受け入れた。
最初のバンド構成は、キーボーディストのロバート・ラム、ギタリストのテリー・キャス、ベーシストのピーター・セテラの3人がリード・ボーカルを分け合い、ジェイムズ・パンコウ、リー・ロクネインとウォルター・パラゼイダーが木管楽器を扱い、ダニー・セラフィンがドラムを演奏した。ラム、キャス、パンコウがこの時期におけるバンドの主な作曲者であった。キャスのギタリストとしての力量は非常に高く、ジミ・ヘンドリックスがキャスの演奏のファンになったほどである。
1969年4月に発売され、シカゴの軌跡はすぐにヒットし、アメリカにおいて17位、イギリスにおいて9位になった。一方で批判的な反応も強く、アルバムは初めヒットシングルを生み出し損ね、グループはアルバム指向であると思われた。1970年と1971年に、「いったい現実を把握している者はいるだろうか？」（7位）、「ビギニングス」（7位）、「クエスチョンズ67/68」（71位/24位 再リリース時）が全て遅れたヒットとなった。彼らが後に出したアルバムの成功にも支えられて、本作はそれから171週チャートに居座り、ゴールドディスク（後にプラチナム、ダブル・プラチナムも）の認定を受けた。
バンドがアルバムのツアーを行っている間に、本当のシカゴ交通局（シカゴ・トランジット・オーソリティ）から法的な訴訟を受け、グループは自分たちの名前を単純にシカゴと短くする事を強いられた。
2002年、シカゴの軌跡はリマスターされ、ライノ・エンタテインメントから1枚のCDとして再発売された。

## 収録曲

### サイド 1
1. イントロダクション - "Introduction" (Terry Kath) – 6:35
2. いったい現実を把握している者はいるだろうか？ - "Does Anybody Really Know What Time It Is?" (Robert Lamm) – 4:35
3. ビギニングス - "Beginnings" (Lamm) – 7:54

### サイド 2
1. クエスチョンズ67/68 - "Questions 67 and 68" (Lamm) – 5:03
2. リッスン - "Listen" (Lamm) – 3:22
3. ポエム58 - "Poem 58" (Lamm) – 8:35

### サイド 3
1. フリー・フォーム・ギター - "Free Form Guitar" (Kath) – 6:47
2. サウス・カリフォルニア・パープルズ - "South California Purples" (Lamm) – 6:11
3. アイム・ア・マン - "I'm A Man" (Jimmy Miller/Steve Winwood) – 7:43

### サイド 4
1. 1968年8月29日シカゴ、民主党大会 - "Prologue, August 29, 1968" (James William Guercio) – 0:58
2. 流血の日（1968年8月29日） - "Someday (August 29, 1968)" (Lamm/James Pankow) – 4:11
3. 解放 - "Liberation" (Pankow) – 14:38
  - スタジオにおけるライブ録音で、オーバーダブは無し。

## クレジット
- ピーター・セテラ - ベース、ボーカル
- テリー・キャス - ギター、ボーカル
- ロバート・ラム - キーボード、ボーカル
- リー・ロクネイン - トランペット
- ジェームズ・パンコウ - トロンボーン
- ウォルター・パラゼイダー - 木管楽器
- ダニー・セラフィン - ドラムス

## チャート

### アルバム
| 年   | チャート                  | 順位 |
| ---- | ------------------------- | ---- |
| 1969 | ビルボード ポップアルバム | 17   |
| 1969 | イギリス ポップアルバム   | 9    |

### シングル
| 年   | シングル                                       | チャート                  | 順位 |
| ---- | ---------------------------------------------- | ------------------------- | ---- |
| 1969 | "クエスチョンズ67/68"                          | ビルボード ポップシングル | 71   |
| 1970 | "いったい現実を把握している者はいるだろうか？" | ビルボード ポップシングル | 7    |
| 1971 | "ビギニングス"                                 | ビルボード ポップシングル | 7    |
| 1971 | "クエスチョンズ67/68"                          | ビルボード ポップシングル | 24   |